# قلعة أميرية
قلعة أميرية هي قرية في مقاطعة خميني شهر، إيران. عدد سكان هذه القرية هو 1,232 في سنة 2006.